# Croton argyratus
Pour Croton argyratus var. microcarpus, Gagnep., 1925, voir Croton sepalinus.
Espèce
Croton argyratus est une espèce de plantes à fleurs du genre Croton et de la famille des Euphorbiaceae, présente en Indochine et en Malaisie.
Il a pour synonymes :
- Croton argyratus var. brevipes Müll.Arg., 1866
- Croton argyratus var. genuinus Müll.Arg., 1866
- Croton argyratus var. gracilis Müll.Arg., 1866
- Croton argyratus var. hypoleucus Müll.Arg., 1866
- Croton avellaneus Croizat, 1942
- Croton bicolor Roxb., 1832
- Croton budopensis Gagnep. 1921 (1922)
- Croton maieuticus Gagnep. 1925
- Croton pilargyros Croizat, 1942
- Croton tawaoensis Croizat, 1942
- Croton zollingeri Miq., 1859
- Oxydectes argyrata (Blume) Kuntze
- Oxydectes bicolor (Roxb.) Kuntze